# Oliver-Sven Buder
Oliver-Sven Buder (Erlabrunn, Saxónia 23 de junho de 1966) é um antigo atleta alemão, especialista em arremesso de peso. Foi campeão europeu indoor em 1998 e vice-campeão mundial e vice-campeão europeu ao ar livre. O seu recorde pessoal ao ar livre é de 21.42 m e foi obtido quando ganhou a medalha de prata nos Campeonatos Mundiais de 1999 realizados em Sevilha. Em pista coberta conseguiu a marca de 21.47 m, realizada em Valência no ano de 1998.
Iniciou a sua carreira ainda no tempo da ex-Alemanha Oriental, quando frequentou a Escola de Desporto para a Juventude na cidade Karl-Marx Stadt (hoje Chemnitz). Foi ainda nesse período que se tornou campeão europeu de juniores, ao mesmo tempo que estudava engenharia. Mais tarde, com a queda do muro de Berlim, abandonaria essa área de estudos e enveredava pela área empresarial.
Esteve presente em duas finais olímpicas do arremesso de peso masculino, tendo sido quinto nos Jogos de Atlanta 1996 e oitavo nos Jogos de Sydney 2000.